# Jakob Wilhelm Imhoff
Jakob Wilhelm Imhoff (anche Imhof, o Im-Hof) (Norimberga, 8 marzo 1651 – Norimberga, 20 dicembre 1728) è stato uno storico e genealogista tedesco.

## Biografia
Nacque a Norimberga da Wilhelm Imhoff (1622-1690), terzo con questo nome, un gentiluomo appartenente ad una famiglia della nobiltà locale e membro del consiglio della città.
Jakob Wilhelm sviluppò precocemente l’interesse per gli studi storici. Dopo gli studi al ginnasio di Norimberga frequentò, fra il 1667 ed il 1670, l’Università di Altdorf, terminata la quale compì il gran tour tipico degli studenti del Nord Europa dell'epoca, un lungo viaggio in tutto il continente, visitando Strasburgo, Francoforte (dove conobbe Philipp Jacob Spener, che lo iniziò agli studi genealogici), i Paesi Bassi, il nord della Francia e Parigi (ammesso al seguito dell’ambasciatore imperiale conte Windischgrätz fu ricevuto a Versailles da Luigi XIV) ed infine, fra il 1671 ed il 1672, l’Italia.
Il 26 febbraio 1683 sposò Amalie Katharina Holzschuher, di Neuchâtel, dalla quale ebbe otto figli.
Ricoprì vari incarichi politico-amministrativi nella sua città natale (dai suoi corrispondenti è qualificato Gran Maestro delle Finanze o anche Tesoriere di Norimberga), ma il suo nome è legato soprattutto ai suoi vastissimi studi in ambito genealogico che lo portarono ad investigare la storia delle grandi famiglie di tutta l’Europa ed a ricostruirne i legami parentali; grazie alla sua versatilità nell’apprendimento delle lingue – parlava otto lingue, fra le quali il latino, l’italiano, l’inglese e lo spagnolo – poté accedere ai vari archivi per studiarne i documenti oltre ad intrattenere rapporti con le diverse corti principesche e numerosi studiosi dei vari paesi.

## Opere
Nel 1684 pubblicò a Tubinga quello che resta forse il suo più grande lavoro: Notitia Sacri Romani Germanici Imperii Procerum, tam ecclesiasticorum quam secularium historico-heraldico-genealogica, in due volumi; l’opera conobbe una seconda edizione nel 1687, una terza nel 1693 e una quarta nel 1699. Fra il 1732 ed il ’34, dopo la morte dell’Imhof, J.D. Köhler, curò una quinta edizione ampliata e coll’aggiunta della biografia dell’autore.
A questo lavoro seguirono: 
- Excellentium Familiarum in Gallia Genealogiae (1687)
- Regum Pariumque Magnae Britanniae historia genealogica (1690)
- Historia Italiae et Hispaniae genealogica (1701)
- Stemma Regium Lusitanicum, (1708)
- Genealogiae viginti illustrium in Italia familiarum (1710)
- Genealogia viginti illustrium in Hispania familiarum (1712)
- Albanensis familiae Arbor Genealogica illustrata historia (1722)